# Ruwiki
Ruwiki és una enciclopèdia en línia russa. Va ser publicada el juliol de 2023 com un fork de la Viquipèdia en rus, i alguns grups de mitjans de comunicació l'han descrit com "més amable amb Putin" i "complint amb el Kremlin".
El projecte està liderat per Vladímir Medeiko, qui havia sigut director de Wikimedia Rússia. Es va publicar que Medeiko va crear el projecte com una alternativa a la Viquipèdia en rus, per tal que Ruwiki sigui més favorable amb l'activitat del govern rus.

## Història
El 24 de maig de 2023 Vladímir Medeiko, va anunciar "Ruwiki" com un fork de la Viquipèdia en rus al lloc web de tecnologia Habr. Poc després, el polític rus Anton Gorelkin va afirmar que el nou lloc web "Ruwiki" estaria allotjat en servidors russos i gestionat per una organització russa. Medeiko va afirmar que "Ruwiki" seguirà les lleis russes, però és independent del govern rus.

## Continguts i política editorial
Ruwiki es va crear copiant els 1,9 milions d'articles de la Viquipèdia russa. Tanmateix, s'han eliminat els articles que contenien contingut contrari a la línia oficial del govern rus. Les eliminacions de contingut inclouen la cobertura de la guerra russo-ucraïnesa, la rebel·lió de Wagner i les crítiques a Vladímir Putin entre d'altres.
A mitjans de juliol de 2023, "Ruwiki" encara no era editable per tercers. Medeiko havia afirmat que planejava permetre l'edició pública, però que el contingut serà revisat per grups d'experts. No obstant això, a partir del 21 d'agost de 2023, "Ruwiki" està disponible per editar-la amb comptes registrats.